# Natação no Campeonato Europeu de Esportes Aquáticos de 2014 - 200 m medley masculino
A prova dos 200 metros medley masculino da natação no Campeonato Europeu de Esportes Aquáticos de 2014 ocorreu nos dias 19 e 20 de agosto em Berlim, na Alemanha. 

## Calendário
| Fase          | Data         | Hora  |
| ------------- | ------------ | ----- |
| Eliminatórias | 19 de agosto | 10:13 |
| Semifinal     | 19 de agosto | 18:48 |
| Final         | 20 de agosto | 19:22 |

Todos os horários estão no horário local (UTC+1)

## Recordes
Antes desta competição, os recordes eram os seguintes:
| Recorde mundial       | Ryan Lochte | 1:54.00 | Xangai   | 24 de julho de 2011 |
| Recorde europeu       | László Cseh | 1:55.18 | Roma     | 29 de julho de 2009 |
| Recorde do campeonato | László Cseh | 1:56.66 | Debrecen | 23 de maio de 2012  |

## Medalhistas
| Ouro                | Prata             | Bronze                   |
| Viktor Bromer (HUN) | Bence Biczó (GER) | Paweł Korzeniowski (GBR) |

## Resultados

### Eliminatórias
Esses foram os resultados das eliminatórias. 
| Pos. | Bateria | Raia | Nadador             | Nacionalidade        | Tempo   | Notas |
| ---- | ------- | ---- | ------------------- | -------------------- | ------- | ----- |
| 1    | 4       | 4    | László Cseh         | Hungria              | 1:59.17 | Q     |
| 2    | 3       | 4    | Markus Deibler      | Alemanha             | 1:59.60 | Q     |
| 3    | 3       | 5    | Roberto Pavoni      | Reino Unido          | 1:59.89 | Q     |
| 4    | 4       | 5    | Eduardo Solaeche    | Espanha              | 2:00.16 | Q     |
| 5    | 4       | 3    | Philip Heintz       | Alemanha             | 2:00.18 | Q     |
| 6    | 2       | 6    | Yakov Toumarkin     | Israel               | 2:00.32 | Q     |
| 7    | 4       | 2    | Alexis Santos       | Portugal             | 2:00.54 | Q     |
| 8    | 4       | 6    | Gal Nevo            | Israel               | 2:00.83 | Q     |
| 9    | 2       | 4    | Simon Sjödin        | Suécia               | 2:01.08 | Q     |
| 10   | 2       | 7    | Andreas Vazaios     | Grécia               | 2:01.17 | Q     |
| 11   | 2       | 3    | Dávid Verrasztó     | Hungria              | 2:01.23 | Q     |
| 12   | 2       | 5    | Diogo Carvalho      | Portugal             | 2:01.34 | Q     |
| 13   | 3       | 6    | Federico Turrini    | Itália               | 2:01.61 | Q     |
| 13   | 3       | 2    | Albert Puig         | Espanha              | 2:01.61 | Q     |
| 15   | 3       | 1    | Marcin Cieślak      | Polónia              | 2:01.86 | Q     |
| 16   | 4       | 7    | Alexander Tikhonov  | Rússia               | 2:01.88 | Q     |
| 17   | 3       | 7    | Damiano Lestingi    | Itália               | 2:01.97 |       |
| 18   | 3       | 8    | Jakub Maly          | Áustria              | 2:02.19 |       |
| 19   | 4       | 0    | Jeremy Desplanches  | Suíça                | 2:02.53 |       |
| 20   | 1       | 7    | Martin Liivamägi    | Estónia              | 2:02.61 |       |
| 21   | 4       | 8    | Daniel Skaaning     | Dinamarca            | 2:02.74 |       |
| 22   | 3       | 3    | Ivan Trofimov       | Rússia               | 2:02.96 |       |
| 23   | 2       | 0    | Pavel Janeček       | Chéquia              | 2:03.29 |       |
| 24   | 2       | 1    | Raphaël Stacchiotti | Luxemburgo           | 2:03.47 |       |
| 25   | 1       | 4    | Ensar Hajder        | Bósnia e Herzegovina | 2:03.68 |       |
| 26   | 2       | 2    | Dmitry Gorbunov     | Rússia               | 2:03.75 |       |
| 27   | 1       | 2    | Christoph Meier     | Liechtenstein        | 2:03.85 |       |
| 28   | 2       | 9    | Bogdan Knežević     | Sérvia               | 2:04.43 |       |
| 29   | 1       | 3    | Etay Gurevich       | Israel               | 2:04.74 |       |
| 30   | 1       | 5    | Alpkan Örnek        | Turquia              | 2:04.97 |       |
| 31   | 3       | 0    | Theo Fuchs          | França               | 2:05.24 |       |
| 32   | 4       | 9    | Eric Ress           | França               | 2:05.72 |       |
| 33   | 2       | 8    | Igor Kozlovskij     | Lituânia             | 2:06.07 |       |
| 34   | 3       | 9    | Irakli Bolkvadze    | Geórgia              | 2:06.24 |       |
| 35   | 1       | 6    | Heiko Gigler        | Áustria              | 2:08.21 |       |
| —    | 4       | 1    | Matteo Pelizzari    | Itália               |         | DSQ   |

### Semifinal
Esses foram os resultados das semifinais. 
Semifinal 1
| Pos. | Raia | Nadador            | Nacionalidade | Tempo   | Notas |
| ---- | ---- | ------------------ | ------------- | ------- | ----- |
| 1    | 4    | Markus Deibler     | Alemanha      | 1:59.43 | Q     |
| 2    | 5    | Eduardo Solaeche   | Espanha       | 1:59.64 | Q     |
| 3    | 1    | Federico Turrini   | Itália        | 1:59.80 | Q     |
| 4    | 2    | Andreas Vazaios    | Grécia        | 2:00.45 |       |
| 5    | 3    | Yakov Toumarkin    | Israel        | 2:00.90 |       |
| 6    | 6    | Gal Nevo           | Israel        | 2:01.03 |       |
| 7    | 8    | Alexander Tikhonov | Rússia        | 2:01.23 |       |
| 8    | 7    | Diogo Carvalho     | Portugal      | 2:01.52 |       |

Semifinal 2
| Pos. | Raia | Nadador         | Nacionalidade | Tempo   | Notas |
| ---- | ---- | --------------- | ------------- | ------- | ----- |
| 1    | 4    | László Cseh     | Hungria       | 1:58.00 | Q     |
| 2    | 3    | Philip Heintz   | Alemanha      | 1:58.17 | Q     |
| 3    | 5    | Roberto Pavoni  | Reino Unido   | 1:59.54 | Q     |
| 4    | 6    | Alexis Santos   | Portugal      | 2:00.12 | Q     |
| 5    | 8    | Marcin Cieślak  | Polónia       | 2:00.32 | Q     |
| 6    | 7    | Dávid Verrasztó | Hungria       | 2:00.43 |       |
| 7    | 1    | Albert Puig     | Espanha       | 2:01.13 |       |
| 8    | 2    | Simon Sjödin    | Suécia        | 2:02.83 |       |

### Final
Esse foi o resultado da final. 
| Pos.              | Raia | Nadador          | Nacionalidade | Tempo   | Notas |
| ----------------- | ---- | ---------------- | ------------- | ------- | ----- |
| Medalha de ouro   | 4    | László Cseh      | Hungria       | 1:58.10 |       |
| Medalha de prata  | 5    | Philip Heintz    | Alemanha      | 1:58.17 |       |
| Medalha de bronze | 6    | Roberto Pavoni   | Reino Unido   | 1:58.22 |       |
| 4                 | 3    | Markus Deibler   | Alemanha      | 1:58.29 |       |
| 5                 | 2    | Eduardo Solaeche | Espanha       | 1:59.11 |       |
| 6                 | 7    | Federico Turrini | Itália        | 2:00.44 |       |
| 7                 | 8    | Marcin Cieślak   | Polónia       | 2:00.65 |       |
| 8                 | 1    | Alexis Santos    | Portugal      | 2:01.41 |       |

Legenda
| Recorde mundial       | Recorde mundial (World record)               |                       | Recorde africano                      | Recorde africano (African) |                                           | Q | Classificado por posição (Qualified) |
| Recorde do campeonato | Recorde do campeonato (Championship record)  | Recorde da América    | Recorde da América (Americas)         | q                          | Classificado por melhor tempo (Qualified) |   |                                      |
| Melhor marca do ano   | Melhor marca do ano (World leading)          | Recorde asiático      | Recorde asiático (Asian)              | DNS                        | Não largou (Did not start)                |   |                                      |
| Recorde nacional      | Recorde nacional (National record)           | Recorde europeu       | Recorde europeu (European)            | DNF                        | Não terminou (Did not finish)             |   |                                      |
| Recorde pessoal       | Recorde pessoal do atleta (Personal best)    | Recorde da Oceania    | Recorde da Oceania (Oceania)          | DSQ / DQ                   | Desclassificado (Disqualified)            |   |                                      |
| Recorde da temporada  | Recorde da temporada do atleta (Season best) | Recorde sul-americano | Recorde sul-americano (South America) | NM                         | Sem marca (No mark)                       |   |                                      |